# Torre Altus
La Torre Altus est un gratte-ciel résidentiel de 174 mètres de hauteur construit à Mexico de 1994 à 1998.
L'immeuble abrite seulement 44 appartements, soit approximativement un par étage. 
La façade Est, est de couleur bleue et la façade Ouest est de couleur jaune.
La tour n'est accessible de la rue que par voiture
Les architectes sont Augusto H. Alvarez et Adolfo Weichers
L'immeuble a été construit par la société CAABSA.
L’ingénierie est l’œuvre de la société Grupo IMA